# Patrik Engström (politiker)
Patrik Olof Mikael Engström, född 8 november 1968 i Grytnäs församling i Kopparbergs län, är en svensk politiker (socialdemokrat), som var riksdagsledamot 2014–2022 (statsrådsersättare för Peter Hultqvist 2014–2017, därefter ordinarie ledamot), invald för Dalarnas läns valkrets. Han lämnade riksdagen i januari 2022 för ett arbete inom IF Metall.